# Хорхе Валдивија
Хорхе Луис Валдивија Торо (шп. Jorge Luis Valdivia Toro; 19. октобар 1983) је бивши чилеански фудбалер.
Играо је на позицији плејмејкера. За фудбалску репрезентацију Чилеа играо је од 2004.. Професионалну каријеру започео је 2003. године са 19 година. За репрезентацију је играо на светским првенствима 2010. и 2014. године.

### Голови за репрезентацију
| #  | Датум              | Место                             | Противник    | Гол | Резултат | Такмичење                                |
| -- | ------------------ | --------------------------------- | ------------ | --- | -------- | ---------------------------------------- |
| 1. | 16. новембар 2006. | Саусалито, Чиле                   | Парагвај     | 2-0 | 3-2      | Пријатељска                              |
| 2. | 11. фебруар 2009.  | Питер Мокаба, Јужна Африка        | Јужна Африка | 1-0 | 2-0      | Пријатељска                              |
| 3. | 10. октобар 2009.  | Атанасио Гирардот, Колумбија      | Колумбија    | 3-2 | 4-2      | Квалификације за Светско првенство 2010. |
| 4. | 26. мај 2010.      | Естадио Муниципал де Цалама, Чиле | Замбија      | 3-0 | 3-0      | Пријатељска                              |
| 5. | 13. јун 2014.      | Арена Пантанал, Бразил            | Аустралија   | 2-0 | 3-1      | Светско првенство 2014.                  |